# Pelourinho de Ansião
O Pelourinho de Ansião situa-se em Ansião, distrito de Leiria, Portugal.
Foi erguido, no século XVII, mais concretamente no ano de 1686, defronte à residência senhorial dos Condes da Ericeira (este edifício foi aproveitado mais tarde para nele funcionar a Câmara Municipal), no centro da Vila.
O pelourinho foi classificado como Imóvel de Interesse Público em 1933.

## Descrição
Trata-se de um gracioso pelourinho, de fuste oitavado, com as armas do Conde da Ericeira. No Pelourinho está gravada a seguinte inscrição, também ela referente à mercê concedida, em virtude do mérito alcançado, tanto na guerra como na paz, a D. Luís de Meneses, Conde da Ericeira:
MERCEDE CO/PARATA MERI/TIS OB INCLI/TA BELLO ET PA/CE GEST AD/LVDVVICO M/ENESIO COMI/ TE ERICÆIRÆ I686
Encima esta inscrição uma coroa com um escudo esquartelado, tendo um mais pequeno ao centro. São as armas do Conde da Ericeira: no 1.º e 4.º quartéis estão as armas portuguesas; no 2.º e 3.º estão três flores de liz dispostas em triângulo.

## História
No princípio do século XX, o Pelourinho foi reparado e mudado daquele local para o lugar onde hoje se encontra, próximo do Fundo da Rua. Na sessão de 18 de Setembro de 1902, ao chamado Largo do Padrão, a Câmara deliberou passar a denominar Largo de Almeida Garrett, e mudou para lá o Pelourinho.
Hoje no Largo do Pelourinho, fica frente à sede da Junta de Freguesia, na confluência das Ruas Conselheiro António José da Silva, Combatentes da Grande Guerra e Dr. Adriano Rego. A sua base estaria assente sobre degraus de pedra, mas como estes estivessem deteriorados, assentaram-no sobre oito bolas de pedra (tantas quantas as freguesias que integram o concelho, desde 13 de Janeiro de 1898), que lhe dão enorme beleza, sendo considerado um dos mais belos pelourinhos da região.[carece de fontes?]